# Yule

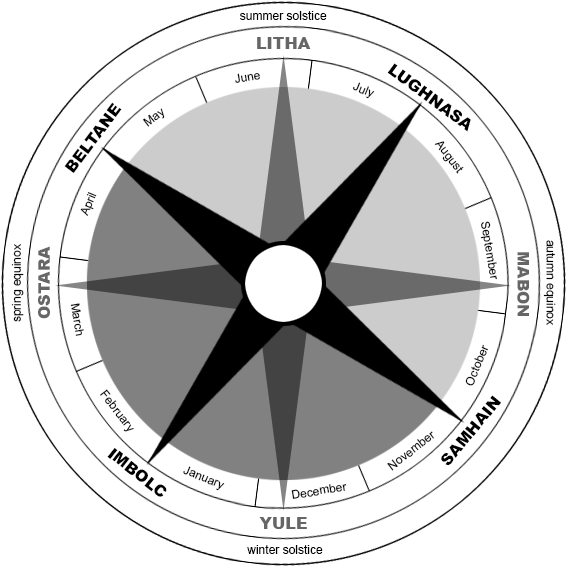
Roda do ano

Jól (do nórdico antigo: júl) ou yule (do inglês antigo: géol ou géola) é uma comemoração do Norte da Europa pré-Cristã. Os pagãos Germânicos celebravam o yule desde os finais de dezembro até aos primeiros dias de janeiro, abrangendo o Solstício de Inverno. Foi a primeira festa sazonal comemorada pelas tribos neolíticas do norte da Europa, e é até hoje considerado o início da roda do ano por muitas tradições Pagãs. Atualmente é um dos oito feriados solares ou Sabá do Neopaganismo. No Neopaganismo moderno, o yule é celebrado no Solstício de Inverno, por volta do dia 21 de dezembro no hemisfério norte e por volta do dia 21 de junho no hemisfério sul. Embora yule seja o nome do solstício de inverno no hemisfério norte, originalmente é um tronco de árvore, possivelmente parecido com um tipo de pinheiro. Yule, o menino da promessa; semente de luz; festa medieval que comemorava a chegada do inverno; na língua inglesa significa em torno do natal; natalício. 

## Etimologia
Tanto jól quanto yule provém de origem incerta, acredita-se derivar do proto-germânico jehwlą (celebração, festividade), possivelmente do proto-indo-europeu yekə- (brincadeira, piada).